# آستریاس

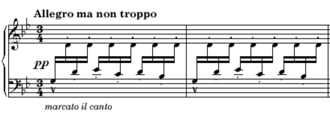
آستریاس

آستریاس (به اسپانیایی: Asturias) یا لیِندا (Leyenda)، نام قطعه موسیقی کلاسیک مشهوری از آهنگساز اسپانیایی آیزاک آلبنیس است که در اصل برای پیانو نوشته شد ولی اکنون بیشتر اجرای گیتار آن مشهور است. تنظیم رایج گیتار آن را به تارگا نسبت می‌دهند و آندره سگوویا با اجرای خود آن را مشهور کرد.